# Gremio dei contadini
Il Gremio dei Contadini è una delle antiche Corporazioni di arti e mestieri di Sassari che ancora oggi prende parte alla vita religiosa e culturale della città.

## Storia
I Contadini sono passati nella storia col nome di "Zappadori"

### Origine e fondazione

#### I Contadini nella Sassari medioevale
Fra gli inizi del XIV secolo e la fine del XVI si ebbe a Sassari la formazione dei Gremi ad imitazione delle Gilde e delle Corporazioni del centro Italia e della Spagna.
I Gremi sassaresi erano in tutto uguali a quelli “continentali” infatti avevano rigidi statuti e regole, ma in qualcosa Sassari si era differenziata, nel territorio del comune si formarono anche delle confraternite a carattere agro-pastorale, fra di queste si distinguevano gli Agricoltori che ebbero grande potere politico ed economico.
Nella tradizione popolare gli Agricoltori erano suddivisi in diverse classi nel caso in cui possedessero grandi terreni o piccoli appezzamenti oppure lavorassero la terra altrui:
- Li Massai ossia i grandi proprietari terrieri e i latifondisti
- Gli Orthulani cioè coloro che possedevano dei terreni di modeste dimensioni adibiti per lo più alla coltivazione di ortaggi e di piccoli alberi da frutto
- li Zappadori e i  Narbonai che non possedevano terreni ed erano assunti alla giornata dai Massai

#### LaConfratenidad du poble
Nel 1531 i Contadini facevano parte ufficialmente della confraternita  du poble insieme ai Massai sotto la protezione della Madonna del bosco e con una cappella nel Duomo.
Il loro candeliere occupava (nel periodo aragonese) il penultimo posto ma successivamente occupo l'8 e ultimo.
Le tensioni del gremio, presenti sin della nascita, per il diverso ruolo occupato dai Contadini e dai Massai, continuò anche dopo il cambio della patrona (la Madonna delle Grazie) e il trasferimento a San Pietro in Silki.

#### Il Gremio dei Contadini
L'avversità storica portò nel 1803 alla scissione del gremio ed alla fondazione di un gremio autonomo sotto la protezione di San Giovanni Battista acclamato con il titolo ‘'Di la neura'’ (della nebbia) portatrice della peronospora che distruggeva vigne e orti. Non si ha comunque la certezza che i contadini formarono subito un gremio a sé stante; prova ne è il fatto che il Gremio si forma ufficialmente nel 1913. Probabilmente erano tra gli "agricoltori" che Vittorio Angius, nella prima metà del XIX secolo, indica tra coloro che, assieme al municipio, festeggiavano "per antico voto" san Giovanni Battista "di la Neula", con una messa solenne nella cattedrale. Il ceto, dunque, portando fede alle parole dell'Angius, scioglie un antico voto anche nel festeggiare il Precursore.

### Il ‘900 e i giorni nostri
Il novecento si aprì in maniera festosa con la riammissione del gremio alla Faradda (1937) con la consegna del cero dei Pastori al gremio. Ben presto il candeliere divenne famoso per l'energia con cui i portatori lo facevano danzare e la sua fama accrebbe insieme a quella del gremio.
Nel 1979 fu tra i gremi fondatori dell'intergremio e Antonio Gavino De Rosas gremiante anziano fu eletto primo presidente dell'associazione.

## Ricorrenze
La festa grande del gremio dei contadini è la domenica più vicina al 24 giugno e si protrae per diversi giorni. Viene festeggiato San Giovanni Battista detto "della Nebbia" dal gremio.
Mentre la festa piccola del gremio è il 29 agosto, data della ricorrenza del martirio del Santo.

## Bandiera
La bandiera del gremio è di colore Amaranto. Vi è riprodotto sopra San Giovanni Battista della nebbia così come è riprodotto sul fusto del candeliere.

## Candeliere
Per lunghi è anni è stato di colore bianco. Scoprendo però durante un restauro una cromia verde, si è deciso di portare il candeliere al suo antico colore.
Il candeliere era lo stesso del gremio dei pastori. Nel 1927 è stato donato dall'Associazione per la cultura e le tradizioni popolari ai Contadini dopo che il gremio dei Pastori si è disciolto. Il candeliere dei Contadini presumibilmente  risale  al 1876 data riportata nella cassa antica del candeliere scoperta dopo un restauro.

### Base
La base è molto semplice ed è verde al centro e bianco nella cornice. Sul lato sinistro vi è la scritta Agricoltori che ricorda l'antica appartenenza alla Confraria Del Poble come gremio minore. Sul lato destro è raffigurato un agnello, che ricorda l'appartenenza del cero all'estinto gremio dei Pastori

### Fusto
Anch'esso di colore verde reca l'effigie della maestranza e l'immagine del patrono San Giovanni della Nebbia (San Giovanni Battista) nell'atto di battezzare il Cristo. Nella parte alta sono raffigurati gli attrezzi del mestiere.

### Capitello
Di forma ottagonale irregolare riprende gli stessi colori del fusto , nelle 4 facciate principali riporta degli arabeschi mentre nelle facciate più strette sono presenti dei rilievi torniti. Quando è ornato oltre alle multicolori bandiere dei suoi obrieri, reca anche spighe e ramoscelli di alberi da frutto.il candeliere dei contadini e uno dei candelieri più alti e pesa 164 kg senza stanghe e 194 kg con stanghe.A partire dal 2019 il Gremio possiede un nuovo Candeliere, copia quasi identica del cero ottocentesco nelle forme ma differente nelle decorazioni  che ha sostituito il precedente, il quale per problemi di staticità non potrà più essere utilizzato per la festa del 14 agosto.il peso del candeliere nuovo e uguale  al  vecchio.

## Galleria d'immagini

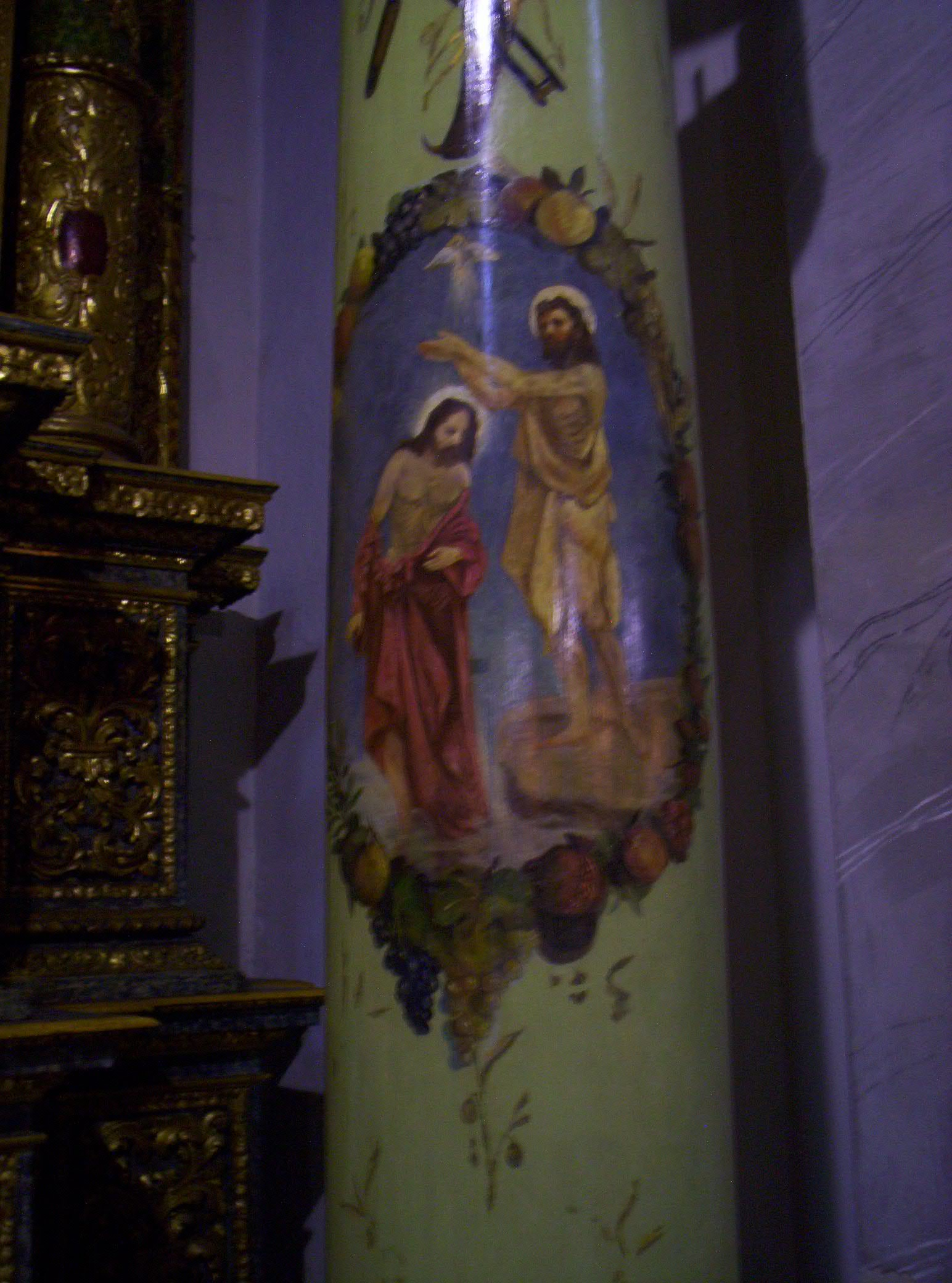
S.Giovanni della Nebbia sul fusto del candeliere
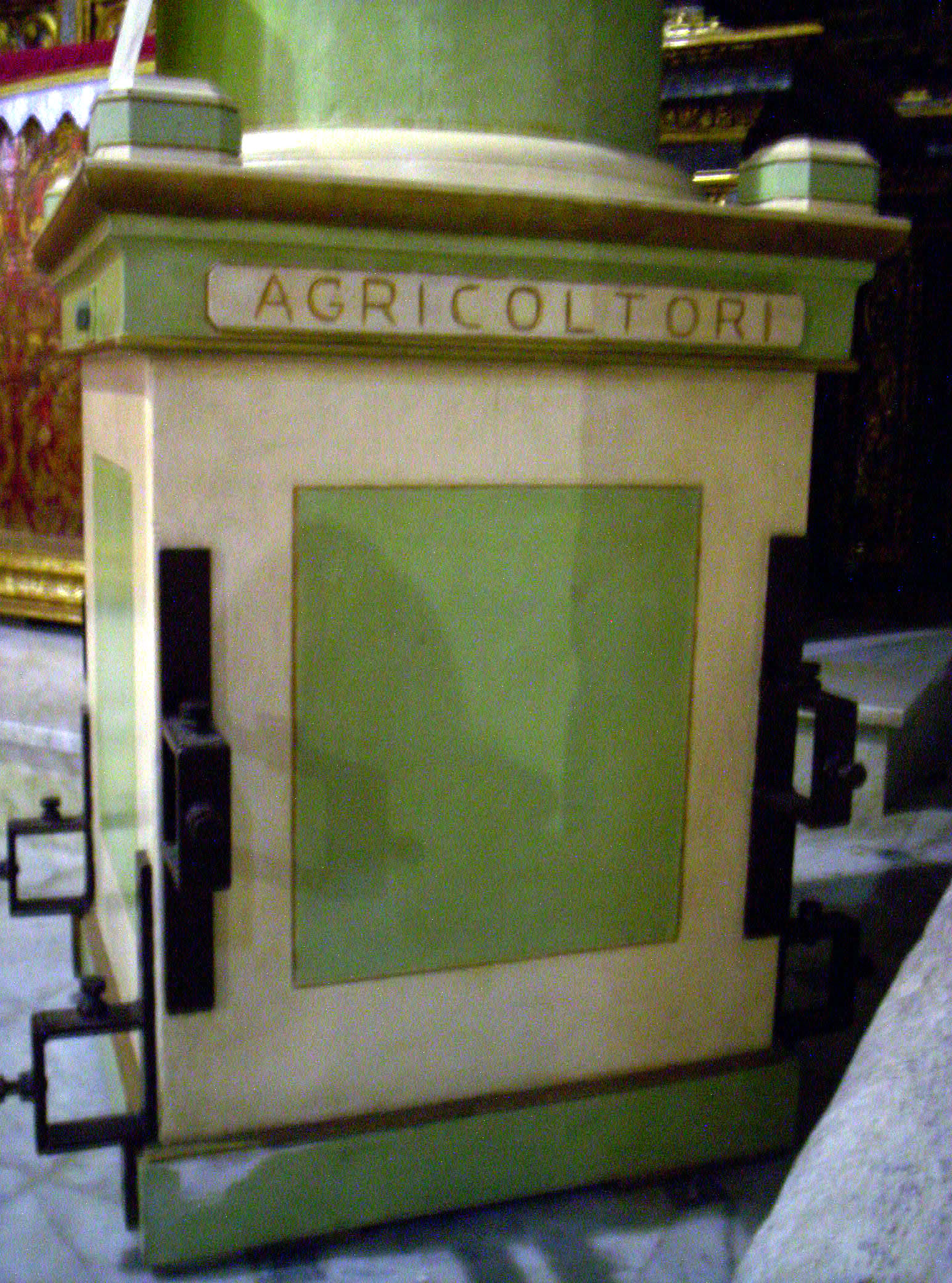
Lato della base del Candeliere con la scritta "Agricoltori"
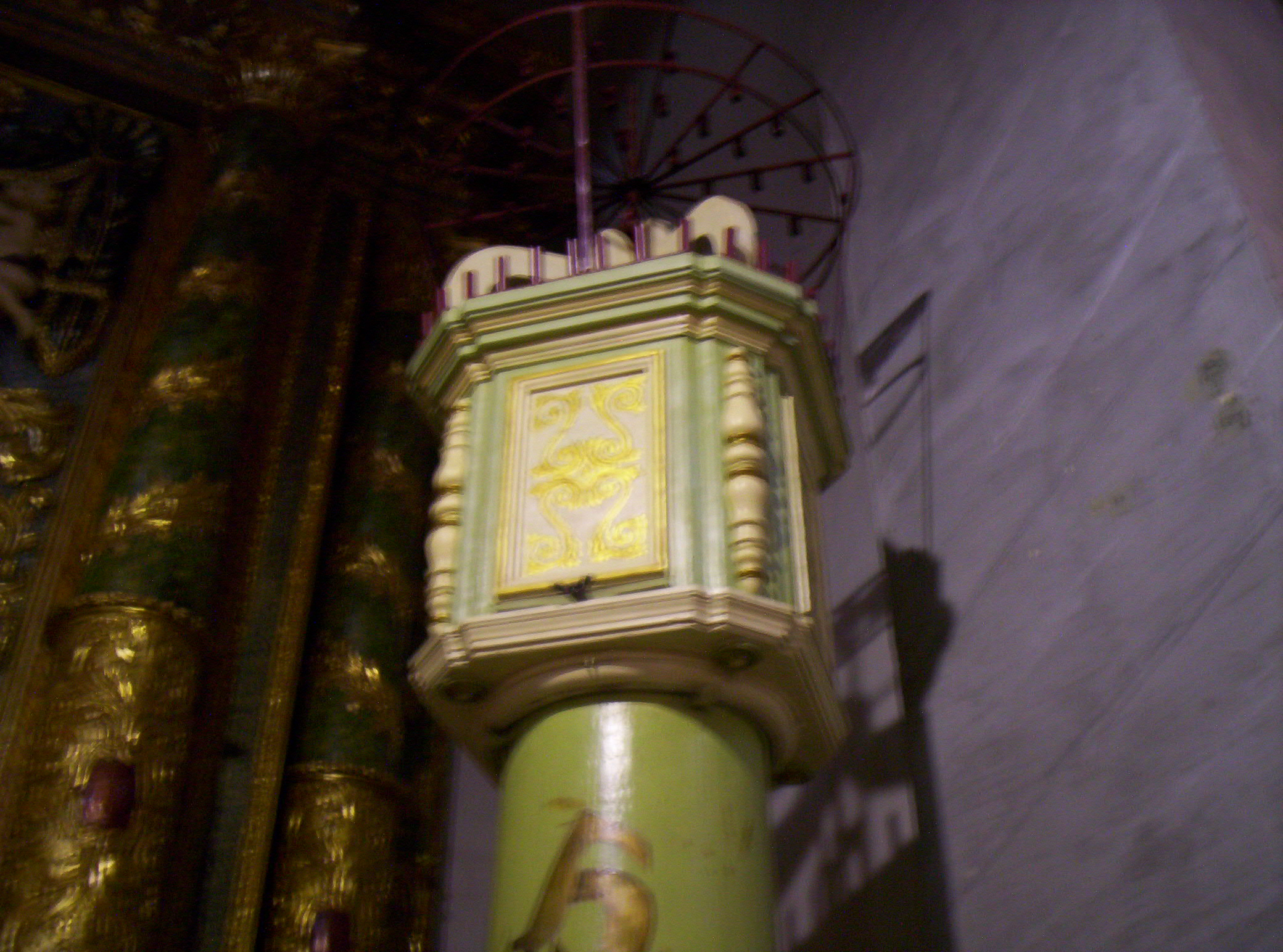
Capitello del candeliere
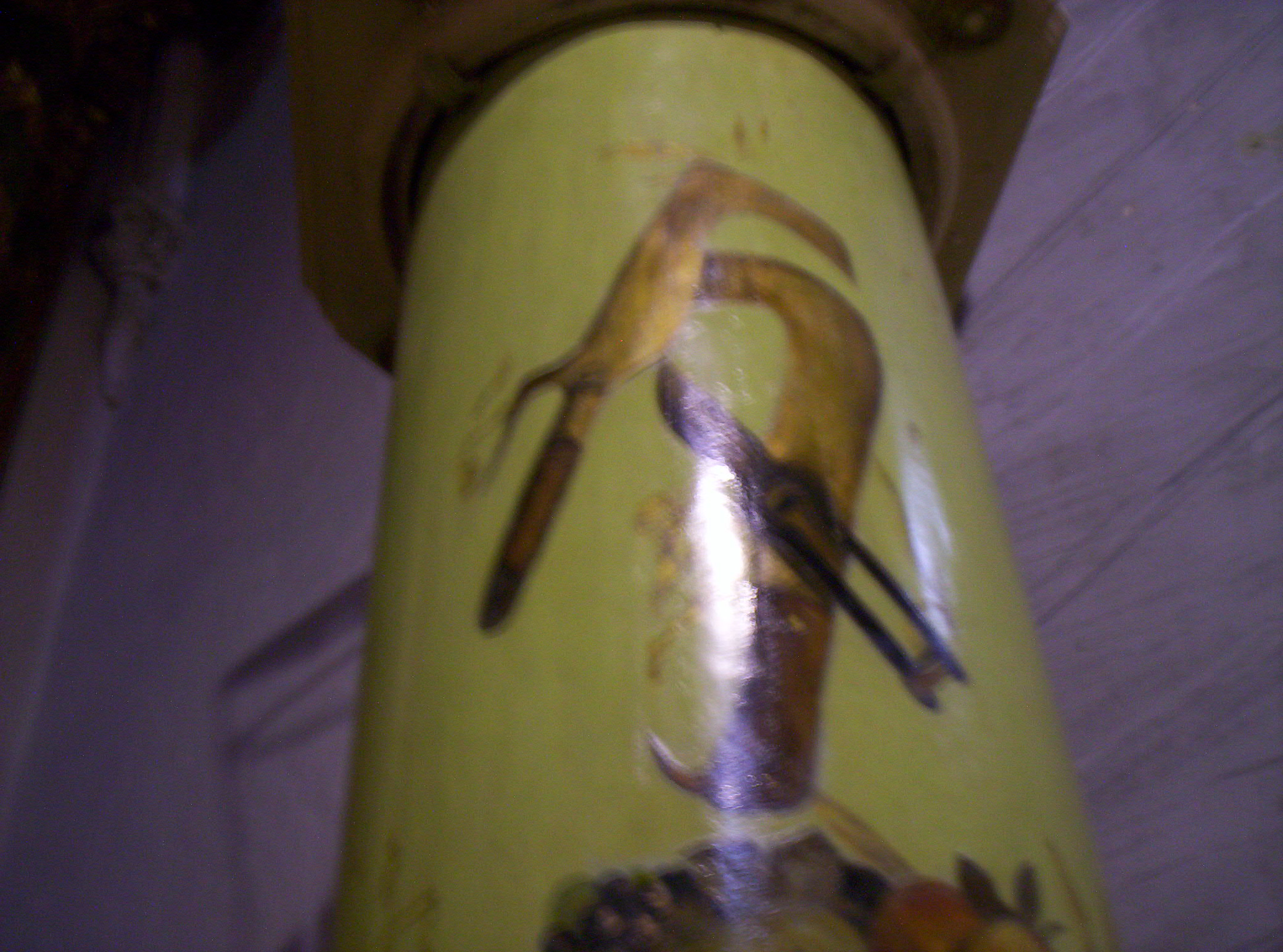
Simboli della maestranza sul fusto del candeliere